# حتى آخر العمر (فلم)
حتى آخر العمر ، فيلم مصري سينمائي نوعه دراما ، أنتج سنة 1975م ، من إخراج أشرف فهمي ، والكاتب يوسف السباعي ، والذين شاركوا في الفيلم من الممثلين وهم : محمود عبد العزيز، وعمر خورشيد، ونجوى إبراهيم، وعماد حمدي ، وحياة قنديل ، وسعيد صالح وعمر ناجي وفتحية شاهين. ومن أبرز لقطة الفيلم قيام الجنود المصريين في عملية بدر في أولى حرب أكتوبر سنة 1973م ، حيث عبروا قناة السويس.

## وصلات خارجية
- مقالات تستعمل روابط فنية بلا صلة مع ويكي بيانات
- فيلم حتى آخر العمر في موقع السينما باللغة العربية